# 布魯諾·杜蒙
布魯諾·杜蒙（法語：Bruno Dumont）是法國電影導演，他曾以《人，性本色》（1999）與《野獸邏輯》（2006）兩度奪下坎城影展評審團大獎。

## 生平
布魯諾·杜蒙有希臘與德國哲學背景，他電影多呈現人類極端暴力與性行為的醜陋。他喜愛的電影導演包括史丹利·庫柏力克、英格瑪·柏格曼、皮耶·保羅·帕索里尼、羅伯托·羅塞里尼、阿巴斯·基阿魯斯塔米等，他的作品風格通常被認為承襲自羅伯特·布列松。
杜蒙為無神論者。

## 執導作品

### 劇情長片
- 1997年：《人之子（法语：La Vie de Jésus (film)）》（La Vie de Jésus）
- 1999年：《人，性本色》（L'humanité）
- 2003年：《情色沙漠（法语：Twentynine Palms (film)）》（Twentynine Palms）
- 2006年：《野獸邏輯（法语：Flandres (film)）》（Flandres）
- 2009年：《十字謎情（法语：Hadewijch (film)）》（Hadewijch）
- 2011年：《撒旦之外》（Hors Satan）
- 2013年：《最後的卡蜜兒》（Camille Claudel 1915）
- 2016年：《魔愛食人灣》（Ma Loute）
- 2017年：《搖滾少女聖貞德》（Jeannette, l'enfance de Jeanne d'Arc）
- 2019年：《聖女貞德再出征（法语：Jeanne (film, 2019)）》（Jeanne）
- 2021年：《天后主播法蘭西（法语：France (film, 2021)）》（France）
- 2024年：《腥際大帝國（法语：L'Empire (film)）》（L'Empire）

### 電視影集
- 2014年：《荒唐小鎮殺人事件（法语：P'tit Quinquin (mini-série)）》（P'tit Quinquin）
- 2018年：《泥好，荒唐小鎮》（Coincoin et les Z'inhumains）

## 外部連結
- 布魯諾·杜蒙在互联网电影资料库（IMDb）上的資料（英文）